# 河間村 (茨城県)
河間村（かわいむら / かわまむら）は、茨城県真壁郡にかつて存在した村である。

## 概要
旧下館市域の北東部（現・筑西市）に位置し、村域は現在の筑西市立河間小学校の学区と一致する。ほとんどは平地で、東を小貝川、西を五行川に挟まれていることが村名の由来である。
読み方は、資料によって「かわい」と「かわま」が混在している。国立国会図書館サーチによれば、1915年（大正4年）に『茨城縣眞壁郡河間村是』という出版物があり、タイトルの「河間」の読みは「かわい」で登録されている。
現在一帯は河間（かわま）地区と呼ばれ、河間小学校や河間郵便局など「河間」を冠する施設はいずれも「かわま」と読む。河間小学校校歌にも「河間（かわま）」という歌詞があり、校歌制定は1951年（昭和26年）とされることから、遅くともその頃には「かわま」の読みが定着していたと考えられる。

## 歴史
- 1889年（明治22年）4月1日 - 町村制施行により、羽方村、国府田村、上中山村、蒔田村、落合村、大関村、八田村、下高田村、奥田村、野村が合併し真壁郡河間村 が発足。
- 1954年（昭和29年）3月15日 - 大田村・嘉田生崎村・五所村・中村とともに下館町に編入。同日河間村廃止。

## 大字
- 国府田（こうだ）
- 上中山（かみなかやま）
- 蒔田（まくだ）
- 落合（おちあい）
- 大関（おおぜき）
- 八田（はった）
- 下高田（しもたかだ）
- 羽方（はがた）
- 奥田（おくだ）
- 野（の）

## 人口・世帯

### 人口
総数 [単位： 人]
| 1891年（明治24年） | 2,481 |
| 1920年（大正 9年） | 3,942 |
| 1935年（昭和10年） | 3,129 |
| 1950年（昭和25年） | 3,818 |

### 世帯
総数 [単位： 世帯]
| 1920年（大正 9年） | 499 |
| 1935年（昭和10年） | 519 |
| 1950年（昭和25年） | 594 |